# Сторонній консультант
Сторонній (запрошений) консультант — кваліфікований фахівець, особа чи компанія, який запрошуються за плату для надання професійних чи технічних рекомендацій, порад, інформації, консультацій чи послуг.
Перевагою сторонніх спеціалістів є наявність у них типових, детально пророблених рішень. Це дає змогу скоротити загальний час проекту, а також зменшити затрати на його реалізацію. Такі спеціалісти узгоджують рішення з керівником підприємства, оперативно отримують необхідну для аналізу інформацію та звітність у повному обсязі.
Сторонні консультанти враховують тільки ту інформацію, яка є значущою для отримання кінцевого результату діяльності.
Недоліками використання сторонніх консультантів може бути те, що вони дають пропозиції на середньотермінову та довготермінову перспективу, а керівництво компанії, яка їх запросила, цікавить найближча перспектива. Сторонній консультант дає пропозиції щодо певної ділянки роботи в обмеженій сфері та в обмежений проміжок часу. Він не може гарантувати успішну роботу підприємства поза цими межами.